# Diane Paulus
Diane Marie Paulus (Nova York, 1966) é uma diretora de teatro e de ópera norte-americana. Diretora artística do American Repertory Theatre (ART) na Universidade de Harvard, premiada com o Tony Award de melhor direção pela remontagem de Pippin em 2013.
Pianista com formação clássica e ex-estudante de balé no New York City Ballet, é formada com láureas em Sociologia pela Universidade de Harvard/Radcliffe College. Depois de assumir a direção artística do ART em 2008, seus principais trabalhos foram as remontagens de Hair (2009), Porgy and Bess (2012) e Pippin (2013), todas elas premiadas com o Tony de melhor remontagem. Com a última também ganhou o Tony de melhor direção de musical.